# 木賊角殼灰介
木賊角殼灰介（学名：Cornucoquimba equiseta）为半花介科角殼灰介屬下的一个种。